# Come Over When You’re Sober, Pt. 2
A Come Over When You’re Sober, Pt. 2 Lil Peep amerikai rapper második és egyben utolsó stúdióalbuma. 2018. november 9-én jelent meg, kiadója a Columbia Records. Posztumusz kiadás, mivel szerzője alig egy évvel korábban, drogtúladagolásban meghalt. Az album a 2017-es Come Over When You're Sober, Pt. 1 folytatása.
A Billboard 200 listán az album negyedik lett, a kritikusoktól többnyire elismerő értékelést kapott.

## Az album dalai
| 1.    | Broken Smile (My All) | Smokeasac IIVI          | 4:40 |
| 2.    | Runaway               | Smokeasac               | 3:12 |
| 3.    | Sex with My Ex        | Smokeasac 66swords      | 3:33 |
| 4.    | Cry Alone             | Smokeasac IIVI          | 2:47 |
| 5.    | Leanin'               | Smokeasac IIVI          | 3:26 |
| 6.    | 16 Lines              | Smokeasac IIVI          | 4:04 |
| 7.    | Life Is Beautiful     | Smokeasac IIVI          | 3:27 |
| 8.    | Hate Me               | Smokeasac IIVI Stalfors | 3:00 |
| 9.    | IDGAF                 | Smokeasac IIVI          | 3:34 |
| 10.   | White Girl            | Smokeasac IIVI          | 3:21 |
| 11.   | Fingers               | Smokeasac               | 3:02 |
| 38:06 |                       |                         |      |

| Deluxe edition bonus tracks | Deluxe edition bonus tracks              | Deluxe edition bonus tracks                        | Deluxe edition bonus tracks | Deluxe edition bonus tracks | Deluxe edition bonus tracks | Deluxe edition bonus tracks | Deluxe edition bonus tracks | Deluxe edition bonus tracks | Deluxe edition bonus tracks |
|                             | Cím                                      | Producerek                                         | Hossz                       |                             |                             |                             |                             |                             |                             |
| --------------------------- | ---------------------------------------- | -------------------------------------------------- | --------------------------- | --------------------------- | --------------------------- | --------------------------- | --------------------------- | --------------------------- | --------------------------- |
| 12.                         | Falling Down (XXXTentacion-el)           | John Cunningham Scott Theft Mike Will Made It IIVI | 3:18                        |                             |                             |                             |                             |                             |                             |
| 13.                         | Sunlight on Your Skin (iLoveMakonnen-el) | John Cunningham Scott Theft Mike Will Made It IIVI | 3:20                        |                             |                             |                             |                             |                             |                             |
| 44:44                       |                                          |                                                    |                             |                             |                             |                             |                             |                             |                             |

## Fordítás
Ez a szócikk részben vagy egészben  a   Come Over When You're Sober, Pt. 2 című angol Wikipédia-szócikk ezen változatának fordításán alapul.  Az eredeti cikk szerkesztőit annak laptörténete sorolja fel. Ez a jelzés csupán a megfogalmazás eredetét és a szerzői jogokat jelzi, nem szolgál a cikkben szereplő információk forrásmegjelöléseként.